# Malhanama
Malhanama (nep. मलहन्मा) – gaun wikas samiti we wschodniej części Nepalu w strefie Sagarmatha w dystrykcie Saptari. Według nepalskiego spisu powszechnego z 2001 roku liczył on 717 gospodarstw domowych i 3928 mieszkańców (1965 kobiet i 1963 mężczyzn).